# Dupont (Wisconsin)
Dupont – miasto w Stanach Zjednoczonych, w stanie Wisconsin, w hrabstwie Waupaca.